# Тартак (Шептицький район)
Тарта́к — село в Україні, в Шептицькому районі Львівської області. Населення — 81 особа.

## Населення

### Мова
Розподіл населення за рідною мовою за даними перепису 2001 року:
| Мова       | Кількість | Відсоток |
| ---------- | --------- | -------- |
| українська | 81        | 100%     |